# Mercedes-Benz Actros V
Le Mercedes-Benz Actros V est un camion produit par la marque Mercedes-Benz. Il s'agit de la quatrième génération du poids lourd longue distance de la marque.

## Historique
À l'extérieur, les feux avant sont redessinés. Ils adoptent une nouvelle signature lumineuse ; les clignotants sont désormais à DEL. Les feux arrière ont également été remaniés. Les rétroviseurs traditionnels ont laissé place à des caméras. Les images de ces dernières sont retransmises dans l'habitacle grâce à deux écrans. Ils permettent d'améliorer la visibilité. Ces rétroviseurs sont disponibles de série.
À l'intérieur, l'habitacle a subi une importante évolution. L'instrumentation à aiguilles laisse sa place à un écran digital. Il regroupe les informations principales et peut être personnalisable. Il reprend la charte graphique déjà vue sur les véhicules particuliers de la gamme Mercedes-Benz (GLE, Classe A, etc.). Un nouvel écran tactile est disponible en lieu et place de l'ancien combiné multimédia. Ce nouveau système reprend le système MBUX adapté aux poids lourds. Il dispose d'une diagonale de quinze pouces et est compatible avec Android Auto et Apple CarPlay. Il peut recevoir en option un démarrage sans clé.
Au niveau des aides à la conduite, Mercedes-Benz améliore les aides électroniques existantes et en introduit de nouvelles. Ainsi, l'Active Drive Assist fait son apparition. Il s'agit d'un système de maintien de ligne. Par ailleurs, l'Active Brake Assist 5 est présenté. Ce système permet de freiner le véhicule en cas d'obstacle tel qu'une voiture ou un piéton.

## Motorisations
Le nouvel Actros conserve les mécaniques Diesel de la génération précédente. Néanmoins, une motorisation alternative apparaît : il s'agit d'un moteur au gaz naturel. Dénommé « M 936 G », ce 6 cylindres en ligne de 302 chevaux est issu de l'Econic NGT et du Citaro C2 NGT,.

### Diesel
|                        | OM 936                                                 | OM 936                                                 | OM 936                                                 | OM 936                                                 | OM 470                                                 | OM 470                                                 | OM 470                                                 | OM 470                                                 | OM 470                                                 | OM 471                                                 | OM 471                                                 | OM 471                                                 | OM 471                                                 | OM 471                                                 | OM 473                                                 | OM 473                                                 | OM 473                                                 |
| Architecture           | 6 cylindres en ligne                                   | 6 cylindres en ligne                                   | 6 cylindres en ligne                                   | 6 cylindres en ligne                                   | 6 cylindres en ligne                                   | 6 cylindres en ligne                                   | 6 cylindres en ligne                                   | 6 cylindres en ligne                                   | 6 cylindres en ligne                                   | 6 cylindres en ligne                                   | 6 cylindres en ligne                                   | 6 cylindres en ligne                                   | 6 cylindres en ligne                                   | 6 cylindres en ligne                                   | 6 cylindres en ligne                                   | 6 cylindres en ligne                                   | 6 cylindres en ligne                                   |
| Alimentation           | Turbocompresseur                                       | Turbocompresseur                                       | Turbocompresseur                                       | Turbocompresseur                                       | Turbocompresseur                                       | Turbocompresseur                                       | Turbocompresseur                                       | Turbocompresseur                                       | Turbocompresseur                                       | Turbocompresseur                                       | Turbocompresseur                                       | Turbocompresseur                                       | Turbocompresseur                                       | Turbocompresseur                                       | Turbocompresseur                                       | Turbocompresseur                                       | Turbocompresseur                                       |
| Cylindrée (en cm3)     | 7 700                                                  | 7 700                                                  | 7 700                                                  | 7 700                                                  | 10 700                                                 | 10 700                                                 | 10 700                                                 | 10 700                                                 | 10 700                                                 | 12 800                                                 | 12 800                                                 | 12 800                                                 | 12 800                                                 | 12 800                                                 | 15 600                                                 | 15 600                                                 | 15 600                                                 |
| Puissance en ch (kW)   | 238 ch (175)                                           | 272 ch (200)                                           | 299 ch (220)                                           | 349 ch (260)                                           | 322 ch (240)                                           | 355 ch (265)                                           | 389 ch (290)                                           | 428 ch (315)                                           | 449 ch (335)                                           | 422 ch (310)                                           | 449 ch (330)                                           | 476 ch (350)                                           | 510 ch (375)                                           | 523 ch (390)                                           | 517 ch (380)                                           | 578 ch (425)                                           | 625 ch (460)                                           |
| Atteint à              | 1 800 tr/min                                           | 1 800 tr/min                                           | 1 800 tr/min                                           | 1 800 tr/min                                           | 1 600 tr/min                                           | 1 600 tr/min                                           | 1 600 tr/min                                           | 1 600 tr/min                                           | 1 600 tr/min                                           | 1 600 tr/min                                           | 1 600 tr/min                                           | 1 600 tr/min                                           | 1 600 tr/min                                           | 1 600 tr/min                                           | 1 600 tr/min                                           | 1 600 tr/min                                           | 1 600 tr/min                                           |
| Couple maxi (en Nm)    | 1 000                                                  | 1 100                                                  | 1 200                                                  | 1 400                                                  | 1 700                                                  | 1 800                                                  | 1 900                                                  | 2 100                                                  | 1 800                                                  | 1 800                                                  | 2 200                                                  | 2 300                                                  | 2 500                                                  | 2 600                                                  | 2 600                                                  | 2 800                                                  | 3 000                                                  |
| Atteint à              | 1 600 tr/min                                           | 1 600 tr/min                                           | 1 600 tr/min                                           | 1 600 tr/min                                           | 1 100 tr/min                                           | 1 100 tr/min                                           | 1 100 tr/min                                           | 1 100 tr/min                                           | 1 100 tr/min                                           | 1 100 tr/min                                           | 1 100 tr/min                                           | 1 100 tr/min                                           | 1 100 tr/min                                           | 1 100 tr/min                                           | 1 100 tr/min                                           | 1 100 tr/min                                           | 1 100 tr/min                                           |
| Transmission           | Propulsion                                             | Propulsion                                             | Propulsion                                             | Propulsion                                             | Propulsion                                             | Propulsion                                             | Propulsion                                             | Propulsion                                             | Propulsion                                             | Propulsion                                             | Propulsion                                             | Propulsion                                             | Propulsion                                             | Propulsion                                             | Propulsion                                             | Propulsion                                             | Propulsion                                             |
| Boîte de vitesses      | Automatique à convertisseur de couple à 12/16 rapports | Automatique à convertisseur de couple à 12/16 rapports | Automatique à convertisseur de couple à 12/16 rapports | Automatique à convertisseur de couple à 12/16 rapports | Automatique à convertisseur de couple à 12/16 rapports | Automatique à convertisseur de couple à 12/16 rapports | Automatique à convertisseur de couple à 12/16 rapports | Automatique à convertisseur de couple à 12/16 rapports | Automatique à convertisseur de couple à 12/16 rapports | Automatique à convertisseur de couple à 12/16 rapports | Automatique à convertisseur de couple à 12/16 rapports | Automatique à convertisseur de couple à 12/16 rapports | Automatique à convertisseur de couple à 12/16 rapports | Automatique à convertisseur de couple à 12/16 rapports | Automatique à convertisseur de couple à 12/16 rapports | Automatique à convertisseur de couple à 12/16 rapports | Automatique à convertisseur de couple à 12/16 rapports |
| Norme environnementale | Euro 6E                                                | Euro 6E                                                | Euro 6E                                                | Euro 6E                                                | Euro 6E                                                | Euro 6E                                                | Euro 6E                                                | Euro 6E                                                | Euro 6E                                                | Euro 6E                                                | Euro 6E                                                | Euro 6E                                                | Euro 6E                                                | Euro 6E                                                | Euro 6E                                                | Euro 6E                                                | Euro 6E                                                |

### Gaz naturel
|                        | M 936 G                                             |
| ---------------------- | --------------------------------------------------- |
| Architecture           | 6 cylindres en ligne                                |
| Alimentation           | Turbocompresseur                                    |
| Cylindrée (en cm3)     | 7 700                                               |
| Puissance en ch (kW)   | 302 ch (225)                                        |
| Couple maxi (en Nm)    | 1 200 à 1 200 tr/min                                |
| Transmission           | Propulsion                                          |
| Boîte de vitesses      | Automatique à convertisseur de couple à 12 rapports |
| Norme environnementale | Euro 6E                                             |